# M6 (Belarus)
Die M 6 ist eine Fernstraße in Belarus. Sie führt von Minsk in westlicher Richtung nach Hrodna.

## Geschichte
Die Strecke zwischen Grodno und Lida gehörte zwischen 1921 und 1939 zum Territorium der Zweiten Polnischen Republik und wurde durch das polnische Straßengesetz vom 23. Juni 1921 zur Staatsstraße (droga państwowa) erklärt.

## Verlauf
| 0 km   | Minsk (Ringstraße)                                        |
| 37 km  | Rakau                                                     |
| 58 km  | Abzweigung der M 7 nach Vilnius bei Pjarschai             |
| 71 km  | Waloschyn                                                 |
| 109 km | Leschnewitschy                                            |
|        | Iuje                                                      |
| 162 km | Querung der Straße von Iwazewitschy nach Vilnius bei Lida |
| 180 km | Myto                                                      |
| 215 km | Schtschutschyn                                            |
| 247 km | Skidsel                                                   |
| 278 km | Hrodna                                                    |